# كاترين بورتر
كاترين بورتر (بالإنجليزية: Catherine Porter)‏ هي مغنية أمريكية، ولدت في 20 ديسمبر 1979 في نيويورك في الولايات المتحدة.

## وصلات خارجية
- الموقع الرسمي
- كاترين بورتر على موقع IMDb (الإنجليزية)
- كاترين بورتر على موقع ميوزك برينز (الإنجليزية)
- كاترين بورتر على موقع قاعدة بيانات برودواي على الإنترنت (الإنجليزية)
- كاترين بورتر على موقع ديسكوغز (الإنجليزية)
- كاترين بورتر على موقع قاعدة بيانات الفيلم (الإنجليزية)